# Nicola Philippaerts
Nicola Philippaerts (* 30. Juli 1993 in Genk) ist ein belgischer Springreiter. Im März 2019 befand er sich auf Platz 13 der Weltrangliste.

## Karriere
Bei der Jugend-Olympiade 2010 in Singapur gewann er im Sattel von Gippsland Girl mit der europäischen Mannschaft (Martin Fuchs, Wojciech Dahlke, Valentina Isoardi, Carian Scudamore) Gold. Die Reiter starteten hierbei mit Leihpferden, die ihnen zugelost wurden.
Bei der Europameisterschaft der Jungen Reiter 2011 in Comporta wurde Nicola Philippaerts Doppeleuropameister.
Im selben Jahr war Philippaerts erstmals Mitglied einer belgischen Mannschaft in der Altersklasse der „Reiter“. Im FEI Nations Cup wurde er im Nationenpreis von Rotterdam eingesetzt, wo Belgien Platz vier errang. Zudem wurde er in der nachgeordneten Nationenpreisserie, der Promotional League, zwei Mal im Jahr 2011 eingesetzt (in Lummen, 4. Platz und in Lissabon, 5. Platz). Bei den Belgischen Meisterschaften der Reiter 2011 in Lanaken-Zangersheide wurde er mit Carlos Vizemeister.

## Privates
Philippaerts kommt aus einer pferdebegeisterten Familie. Er ist der Sohn des Springreiters Ludo Philippaerts. Auch sein Onkel Johan Philippaerts und sein Zwillingsbruder Olivier sind als Springreiter aktiv.
Nicola Philippaerts lebt mit seinen Eltern und seinen drei Brüdern auf der familieneigenen Reitanlage in Meeuwen-Gruitrode.
Er war mit der spanischen Dressurreiterin Morgan Barbançon Mestre liiert.

## Pferde
aktuelle:
- H&M Forever d'Arco ter Linden (* 2005), dunkelbrauner Anglo Europäischer Hengst, Abstammung: Darco x Tenor Manciais x Avontuur x Grand Bonheur[7]
- H&M Quenzo de la Roque (* 2004), Selle Français Fuchswallach, Abstammung: Kannan x Jasmin x Varoulo x Laurier Rose[8]

ehemalige Turnierpferde:
- Carlos V.H.P.Z. (* 2002), brauner Belgischer Wallach, Vater: Chellano Z, Muttervater: Voltaire; bis Herbst 2009 von Annelies Vorsselmans geritten, vom Spätsommer bis Jahresende 2012 von Emilie Martinsen geritten, seitdem von Nicholas Dello Joio geritten[9]
- Cortez (* 2002), brauner Belgischer Wallach, Abstammung: Quick Star x Quito de Baussy x Jeny de la Cense x Tanael; ab 2015 von Mariel Victoria Aguirre geritten[10]
- Violet B (* 2002), braune KWPN-Stute, Vater: Nassau, Muttervater: Memory, Besitzer: Horse Trading BVBA
- Utopie van de Heffinck (* 2004), braune Stute, Vater: Diamant De Semilly, Muttervater: Le Tot De Semilly
- Dream D’Hedge (* 2003), Brauner, BWP, Vater: Parco, Muttervater: Hedjaz
- Walestro van het Bloemenhof (* 1999), BWP, Fuchswallach, Vater: Palestro VD Beginakker, Muttervater: Jazz, Besitzer: Ludo Philippaerts & Horse Trading BVBA
- Narval de la Roque (* 2001),  Selle Français, Schimmelwallach, Vater: Adelfos, Muttervater: Grand Veneur, Besitzer: Ludo Philippaerts & Horse Trading BVBA
- Nobel de Virton (* 2001), brauner  Selle Français-Wallach, Vater: Chatman, Muttervater: Jalienny, Besitzer: Dorperheide Stoeterij

## Erfolge

### Championate und Weltcup
- Olympische Jugendspiele:
  - 2010, Singapur: mit Gippsland Girl 1. Platz mit der Europäischen Mannschaft
- Europameisterschaften:
  - 2007, Freudenberg (Ponyreiter): mit Top Chiaro di Luna  4. Platz mit der Mannschaft und 5. Platz im Einzel
  - 2008, Prag (Junioren): mit Quincy de Rosseignies 39. Platz im Einzel
  - 2009, Hoofddorp (Junioren): mit Nobel de Virton 2. Platz im Einzel
  - 2010, Jardy (Junioren): mit Carlos 3. Platz mit der Mannschaft und 14. Platz im Einzel
  - 2011, Comporta (Junge Reiter): mit Carlos 1. Platz mit der Mannschaft und 1. Platz im Einzel
  - 2013, Herning: mit Cortez 8. Platz mit der Mannschaft und 36. Platz im Einzel
- Belgische Meisterschaft:
  - 2011: mit Carlos 2. Platz im Einzel

### Weitere Erfolge (Auswahl)
- 2011: 5. Platz im Großen Preis von Dublin (CSIO 5*) mit Carlos
- 2012: 1. Platz im Großen Preis von Falsterbo (CSIO 5*) mit Carlos
- 2013: 1. Platz im Großen Preis von Lummen (CSIO 4*) mit Cortez, 2. Platz im Großen Preis von Donaueschingen (CSI 4*) mit Quenzo de la Roque, 2. Platz im Weltcupspringen von Lexington KY (CSI 5*-W) mit Cortez
- 2014: 1. Platz im Weltcupspringen von Göteborg (CSI 5*-W) mit Donatella-N, 3. Platz im Großen Preis des März-CSI 5* von Doha mit Cortez, 2. Platz in der Hauptprüfung des Hengst-CSI von Lanaken-Zangersheide mit Forever D'Arco ter Linden
- 2015: 2. Platz im Großen Preis der Abschlusswoche der Toscana Tour (CSI 3* Arezzo) mit Quenzo de la Roque, 3. Platz im Weltcupspringen von Washington DC (CSI 4*-W) mit Forever D'Arco ter Linden, 2. Platz im Großen Preis von Opglabbeek (CSI 2*) mit Ustina Sitte
- 2016: 3. Platz im Großen Preis von Gent (CSI 2*) mit Bisquet Balou C, 3. Platz im Großen Preis eines CSI 2* in Valkenswaard mit Harley van de Bisschop, 3. Platz im Großen Preis von Bourg en Bresse (CSI 4*) mit Zilverstar T, Platz 13 beim Weltcup-Finale in Göteborg
- seit 2011 Teilnahme an Nationenpreisen
- Teilnahme an den Weltcupfinals 2014 und 2016

(Stand: 26. Juni 2016)